# Fljótsalda
Fljótsalda är en kulle i republiken Island. Den ligger i regionen Norðurland eystra, 220 km nordost om huvudstaden Reykjavík. Toppen på Fljótsalda är 782 meter över havet.
Trakten runt Fljótsalda är nära nog obefolkad, med mindre än två invånare per kvadratkilometer. Det finns inga samhällen i närheten. Trakten runt Fljótsalda består i huvudsak av gräsmarker.